# شريان موصل أمامي
شريان موصل أمامي (بالإنجليزية: Anterior communicating artery)‏‏ هو شريان يتفرعُ من دائرة شريانية دماغية.

## مساره
يربط الشريان المتصل الأمامي بين الشريانين الدماغيين الأماميين عبر بداية الشق الطولي. في بعض الأحيان يكون هذا الوعاء مفقودًا، حيث يجتمع الشريانان ليشكلا جذعًا واحدًا، والذي ينقسم بعد ذلك؛ أو يمكن تقسيمها كليًا أو جزئيًا إلى قسمين. يبلغ متوسط طوله حوالي 4 ملم، ولكنه يختلف بشكل كبير. ويطلق بعضًا من الأوعية العقدية الأمامية الإنسية، ولكنها مشتقة بشكل أساسي من الشريان الدماغي الأمامي.
وهو جزء من الدائرة الشريانية الدماغية، والمعروفة أيضًا باسم دائرة ويليس.